# بلمونت کرگین (شیکاگو)
بلمونت کرگین (به انگلیسی: Belmont Cragin) یک منطقهٔ مسکونی در ایالات متحده آمریکا است که در شیکاگو واقع شده‌است. این منطقه یکی از ۷۷ منطقه شیکاگو است که به‌طور رسمی در سمت شمال غربی شهر شیکاگو، ایلینوی قرار دارد. این منطقه به عنوان منطقه اجتماعی ۱۹ تعیین شده‌است و در ۸ مایلی (۱۳ کیلومتری) شمال غربی ایالت قرار دارد. بلمونت کرگین ۱۰٫۲۰ کیلومتر مربع مساحت و ۷۸٬۱۱۶ نفر جمعیت دارد.